# Kanton Dembeni
Der Kanton Dembeni ist ein Kanton im französischen Übersee-Département Mayotte. Er besitzt den INSEE-Code 97603.

## Gemeinden
Der Kanton besteht aus zwei Gemeinden und Gemeindeteilen mit insgesamt 22.770 Einwohnern (Stand: 14. Dezember 2017) auf einer Gesamtfläche von 55,21 km²:
| Gemeinde       | Einwohner 1. Januar 2022 | Fläche km² | Dichte Einw./km² | Code INSEE | Postleitzahl |
| -------------- | ------------------------ | ---------- | ---------------- | ---------- | ------------ |
| Bandrele       | 6.922                    | 16,83      | 411              | 97603      | 97620        |
| Dembeni        | 15.848                   | 38,38      | 413              | 97607      | 97620        |
| Kanton Dembeni | 22.770                   | 55,21      | 412              | 97603      | –            |

1. ↑   Nur der nördliche Teil der Gemeinde, der Rest gehört zum Kanton Bouéni.

## Geschichte
Von 1977 bis 2015 bestand ein gleichnamiger Kanton, der nur das Gebiet der Gemeinde Dembeni umfasste. Vertreterin im Generalrat von Mayotte war von 2008 bis 2015 Sarah Mouhoussoune.